# Lino Oviedo
Lino César Oviedo Silva GCMM (Juan de Mena, Cordillera, 23 de setembro de 1943 — Presidente Hayes, 2 de Fevereiro de 2013) foi um político e general paraguaio, comandante do exército do país de 1993 a 1999. Oviedo esteve exilado no Brasil por quatro anos.

## Biografia
Seu pai, Ernesto Oviedo, combateu na Guerra do Chaco. Aos quatorze anos, Oviedo foi transferido para um colégio militar, donde egressou para servir ao Exército. Entre 1962 e 1992 Oviedo galgou postos na hierarquia do Exército, até chegar ao posto de general de divisão. Oviedo serviu como instrutor de tiro e carros de combate, e propôs a criação de um sistema nacional de inteligência no país; teve participação no fim da ditadura de Alfredo Stroessner.
Não teve só participação, foi o principal responsável pela queda de Stroessner. Daí a sua popularidade.
O primeiro civil a assumir a presidência após a ditadura foi o empresário Juan Carlos Wasmosy. O governo Wasmosy enfrentou algumas das piores crises da história do Paraguai, com dois períodos, em 1995 e 1997, de grave depressão econômica, e amplo descontentamento da população. Wasmosy viu seu principal mentor político, o general Oviedo, virar-se contra si.
Admitido à Ordem do Mérito Militar como Comendador especial pelo presidente brasileiro Fernando Collor em maio de 1992, Oviedo foi promovido em março de 1996 por Fernando Henrique Cardoso ao grau de Grã-Cruz.
Oviedo foi acusado de tramar um golpe de estado contra Wasmosy, sendo em 22 de abril de 1996 deposto do comando do Exército. Após convidá-lo para ocupar o Ministério da Defesa, Wasmosy decidiu ordenar que passasse à reserva militar.
A versão dos partidários de Oviedo é a de que Wasmosy tentou cooptar Oviedo para se perpetuar no poder, ao invés de convocar as eleições previstas. Oviedo ameaçou denunciar Wasmosy, e este preventivamente o denunciou como golpista. Oviedo foi julgado por um tribunal militar e absolvido. Vence a convenção para candidato à Presidência pelo Partido Colorado, e o candidato de Wasmosy, Argaña, perde. Então Wasmosy leva casuisticamente Oviedo a um novo julgamento, este pela corte suprema do Paraguai, entulho autoritário da ditadura de Stroessner. Oviedo é condenado e preso, e aí assume como candidato o vice dele, Cubas. Wasmosy consegue enfiar ilegalmente Argaña como vice de Cubas. Este promete durante a campanha indultar Oviedo, o que faz logo que é empossado e que é uma prerrogativa do presidente. Instigada por Wasmosy, a Suprema Corte nacional toma uma decisão estranha: condena Cubas a prender Oviedo. Cubas recusa por essa não ser uma atribuição de um presidente prender alguém. Então Wasmosy arma no Congresso o pedido de impeachment de Cubas por desobedecer uma ordem da Suprema Corte. Nesse ínterim Argaña morre de enfarte num motel com a amante. Oito horas depois, já com o cadáver enrijecido é simulado um assassinato de Argaña nas ruas de Assunção e Cubas é acusado levianamente. Com a população perplexa, é acelerado o processo de impeachment com várias irregularidades. Cubas não resiste e aceita ir imediatamente para o Brasil. A suspeita de que serviços de inteligência brasileiros estiveram envolvidos tanto no assassinato farsa como no impeachment é confirmada pelo fato de que mal foi votado o impeachment o avião da FAB já chegava para pegar Cubas. Oviedo foge para a Argentina, e depois asila-se no Brasil. González Macchi, o presidente provisório, teria que convocar novas eleições com 3 meses, mas prefere convocar ilegalmente convocar eleições para vice-presidente. Convocadas essas eleições, o candidato apoiado por Oviedo (do Brasil) ganha. González Macchi então se perpetua no poder inconstitucionalmente, com o reconhecimento do Congresso Brasileiro.
Oviedo explicita então sua atuação política criando uma facção no Partido Colorado. Em 14 de junho Oviedo é preso, acusado de insurreição, sendo após um mês libertado. Sua popularidade aumenta consideravelmente no país, e em 1997 Oviedo é nomeado pelo Partido Colorado candidato à Presidência. No ano seguinte um Tribunal Militar Extraordinário o condena a dez anos de prisão. Nas eleições de 1998, nas quais Oviedo não pôde concorrer por estar preso, foi vitorioso seu simpatizante Cubas. Dois dias após assumir a Presidência Cubas emite um indulto pela libertação de Oviedo.
A situação política do país resulta num impasse entre os simpatizantes de Oviedo e seus opositores. O ápice foi o assassinato do líder de oposição e vice-presidente do país, Argaña. Cubas se vê cercado de insustentáveis pressões e, em 29 de março de 1999, foge para a Argentina, mesmo dia em que Oviedo parte em exílio, também para a Argentina - fruto de sua relação amistosa com o presidente Carlos Menem.
Oviedo permaneceu por tempo indeterminado na Argentina antes de fugir clandestinamente para o Brasil. Após ser detido em Foz do Iguaçu, Oviedo teve garantida a liberdade no país; a justiça brasileira negou seguidas vezes pedidos de extradição do governo paraguaio, alegando terem motivação política. Durante o exílio Oviedo foi acusado de incentivar um golpe de estado contra o presidente interino González Macchi, em 2000.
Declarando confiança na justiça paraguaia e em sua capacidade de provar-se inocente, Oviedo retornou a Assunção após cinco anos de exílio. Oviedo foi imediatamente preso, e cumpriu pena até o dia 6 de setembro de 2007. Nesta data, a justiça do Paraguai decidiu que os dezoito meses que ele passou detido no Brasil deveriam ser considerados. Dessa maneira, Oviedo cumpriu metade da pena e teve direito à liberdade condicional. Em 2008 candidatou-se à presidência, tendo sido derrotado por Fernando Lugo que seria destituído do cargo em 2012. Em 2013 saiu novamente candidato à presidência do Paraguai pelo Partido UNACE, mas morreu em um acidente de helicóptero em 2 de fevereiro de 2013 em Presidente Hayes, na província do Chaco. Oviedo retornava de um comício na cidade de Concepción.